# Districte de Lalaua
El districte de Lalaua és un districte de Moçambic, situat a la província de Nampula. Té una superfície de 4.378 quilòmetres quadrats. En 2007 comptava amb una població de 73.536 habitants. Limita al nord amb els districtes de Namuno i Balama ambdós de la província de Cabo Delgado, a l'oest amb el districte de Malema, al sud amb el districte de Ribáuè, i a l'est amb el districte de Mecubúri.

## Divisió administrativa
El districte està dividit en dos postos administrativos (Lalaua i Meti), compostos per les següents localitats:
- Posto Administrativo de Lalaua:
  - Lalaua
  - Lúrio
- Posto Administrativo de Meti:
  - Meti
  - Naquessa 2